# Zetor Z-50 Super

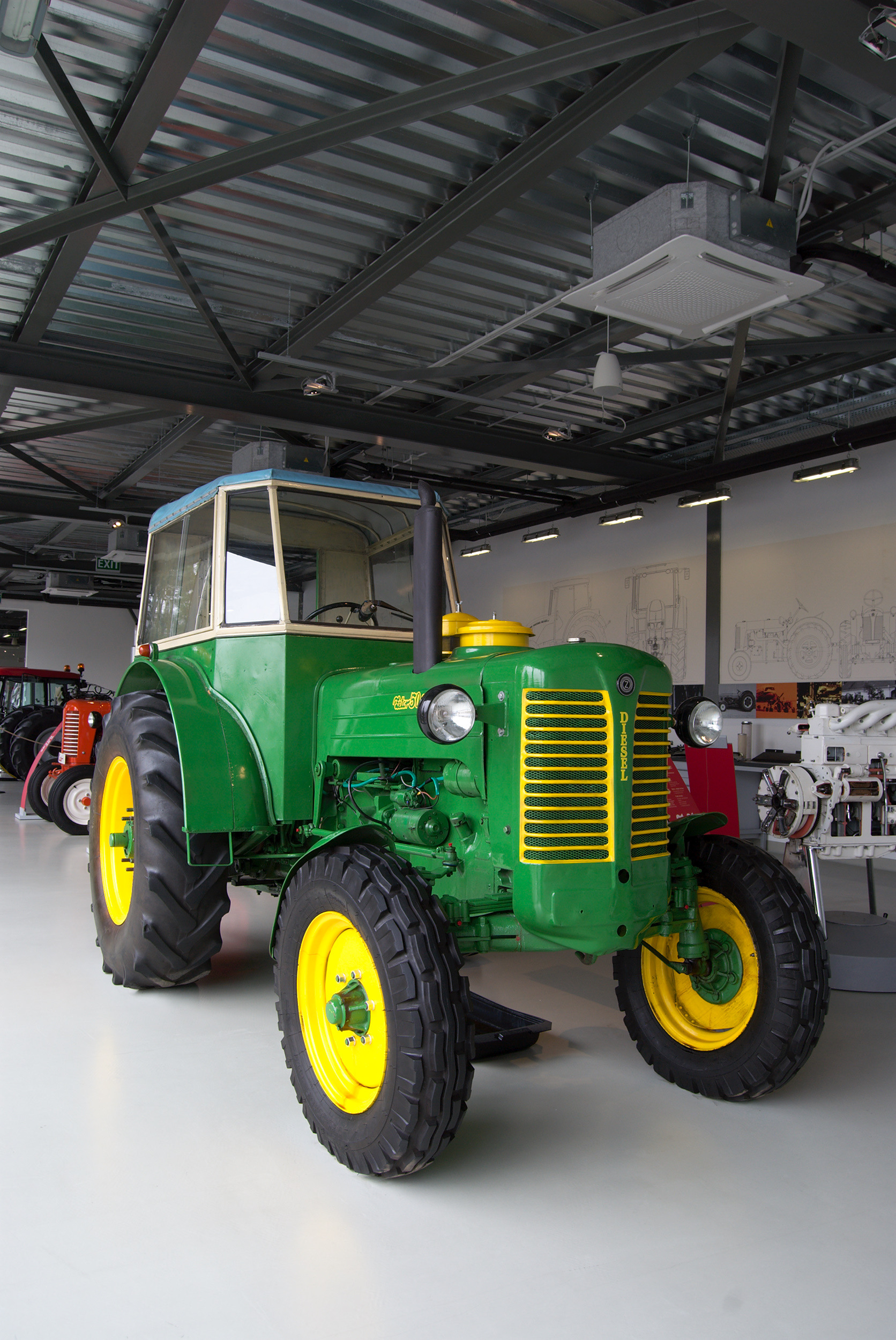
Zetor Z-50 Super

Zetor 50 Super je československý traktor vyráběný ve firmě Zetor Brno v letech 1960–1968. Konstrukčně navazuje na svého předchůdce Zetor Z-35 Super a jedná se prakticky o jeho výraznou modernizaci. Dílčí modernizace a změny traktoru Z-50 Super probíhaly i v průběhu jeho sériové výroby.

## Typy
- Z-50 Super bez kabiny
- Z-50 Super s kabinou
- Z-50 Super s kabinou a vnějším ochranným rámem
- Z-50 Super meliorační (přidány koncové portály)
- Z-50 Super – třínápravové provedení s polopásy

## Technické údaje
- Pohon: čtyřdobý naftový motor Zetor[1]
- Počet válců: 4
- Objem válců: 4 160 cm³
- Výkon: 50 koní
- Max. rychlost: 27 km/h
- Spojka: dvojitá, suchá
- Řízení: šnekové
- Brzdy: zadní čelisťové
- Délka: 3 400 mm
- Délka s tříbodovým závěsem: 3 570 mm
- Výška k volantu: 1 800 mm
- Šířka při max. rozchodu: 2 185 mm
- Šířka při min. rozchodu: 1 875 mm
- Hmotnost s hydraulikou: 2 740 kg

### Rozměry
- Délka traktoru (bez spodních táhel a nářadí): 3410 mm
- Délka traktoru se spodními táhly pluhu: 3590 mm
- Šířka traktoru při min. rozchodu: 1780 mm
- Šířka traktoru při min. rozchodu se závažím: 1980 mm
- Šířka traktoru při max. rozchodu: 2000 mm
- Šířka traktoru při max. rozchodu se závažím: 2300 mm
- Výška traktoru s výfukem nahoru bez budky: 2150 mm
- Výška traktoru s výfukem dolů bez budky: 1815 mm
- Výška traktoru s budkou: 2450 mm
- Výška traktoru ke krytu motoru (horní část kapoty): 1490 mm
- Rozvor: 2200 mm
- Typ přední nápravy: odpérovaná, výkyvné poloosy
- Rozchod předních kol (stupňovitě stavitelný): 1280, 1440, 1600 mm
- Typ zadní nápravy – neodpérovaná, pevné poloosy
- Rozchod zadních kol (plynule stavitelný): 1380–1800 mm
- Světlost v přední části traktoru: 520 mm
- Světlost pod převodovkou: 460 mm
- Váha přídavného litinového závaží: 180, 400, 770 kg
- Čistá (konstrukční) váha traktoru s budkou (bez výbavy): 2390 kg
- Zatížení přední osy z čisté (konstrukční) váhy traktoru: 1060 kg
- Zatížení zadní osy z čisté (konstrukční) váhy traktoru: 1330 kg
- Váha traktoru bez budky a příslušenství s náplní vody, nafty a maziv: 2400 kg
- Váha traktoru (s budkou řidiče, hydraulickým zařízením, kompresorem, vzduchovým zařízením brzd, předními blatníky a závažím 770 kg, mazivy naftou a chladicí vodou) pohotovostní: 3480 kg
- Zatížení přední osy z pohotovostní váhy traktoru: 1080 kg
- Zatížení zadní osy z pohotovostní váhy traktoru: 2400 kg

### Dovolené statické zatížení
platí pro tažnou sílu na rovině rovnoběžné s terénem:
- hnací nápravy váhou (včetně zatížení z váhy traktoru): 4600 kg (omezeno únosností pneumatik)
- přední nápravy váhou (včetně zatížení z váhy traktoru): 2100 kg (omezeno únosností pneumatik)
- konce pevné lišty svislou silou při max. tažné síle 3000 kg: 1500 kg (omezeno stabilitou)
- konce pevné lišty svislou silou (traktor bez závaží): 2000 kg (omezeno únosností pneumatik)
- konců spodních táhel tříbodového závěsu svislou silou při max. tažné síle 3000 kg: 200 kg (omezeno stabilitou)
- konců spodních táhel tříbodového závěsu svislou silou bez tažné síly: 1200 kg (omezeno zvedací silou hydraulického zařízení)
- Rozměr pneumatik předních kol: 6,50 – 20
- Rozměr pneumatik zadních kol: 14 – 28
- Druh převodovky: mechanická s přesouváním čelních ozubených kol

### Skupiny rychlostí traktoru
redukované a normální
- Počet převodových stupňů vpřed: 8
- Počet převodových stupňů vzad: 2
- Pojezdové rychlosti traktoru pro pneumatiky 14 – 28 při 1650 ot/min maximálně
- Redukované:

I. převodový stupeň dopředu
- 1,16 km/h
- 1,26 km/h

II. převodový stupeň dopředu
- 2,19 km/h
- 2,40 km/h

III. převodový stupeň dopředu
- 3,80 km/h
- 4,20 km/h

IV. převodový stupeň dopředu
- 6,56 km/h
- 7,20 km/h

Zpětný chod
- 1,16 km/h
- 1,26 km/h

Normální:
I. převodový stupeň dopředu
- 4,74 km/h
- 5,20 km/h

II. převodový stupeň dopředu
- 9,00 km/h
- 9,80 km/h

III. převodový stupeň dopředu
- 15,66 km/h
- 17,20 km/h

IV. převodový stupeň dopředu
- 27,00 km/h
- 29,40 km/h

zpětný chod
- 4,74 km/h
- 5,20 km/h

Minimální poloměr dráhy předního vnějšího kola při zatáčení:
- bez brzdění vnitřního kola: 4350 mm
- s brzděním vnitřního kola: 3500 mm

Minimální poloměr dráhy zadního vnějšího kola při zatáčení:
- bez brzdění vnitřního kola: 2360 mm
- s brzděním vnitřního kola: 1500 mm

- Počet válců: 4
- Průměr válců: 105 mm
- Zdvih pístů: 120 mm
- Obsah (celkový) válců: 4160 cm³
- Jmenovitý počet otáček: 1650 ot/min
- Maximální otáčky motoru: 1800 ot/min
- Minimální otáčky (volnoběžné) motoru: 500 ot/min
- Rozsah regulace: od 400 do 1800 ot/ min
- Rozvod: OHV
- Směr otáčení klikového hřídele při pohledu zpředu: ve smyslu otáčení hodinových ručiček
- Pracovní pořadí pístů: 1 – 3 – 4 – 2
- Zdvih ventilu: 12 mm

### Vůle ventilů motoru za studena
- sací ventil: 0,2 mm
- výfukový ventil: 0,3 mm
- Způsob vstřikování paliva: přímý vstřik do spalovacího prostoru v pístu
- Vstřikovací tryska: otvorová, uzavřená, se šesti otvory
- Otvírací tlak trysky: 145 at

### Palivová soustava
- Palivo: motorová nafta
- Velikost nádrže paliva: 70 l (~57 kg)
- Průměrná spotřeba nafty při orbě ve středně těžké půdě do hloubky 27 cm: 20,5 l/ha
- Průměrná spotřeba nafty v dopravě s přívěsem 5 tun: 21,0 l/100 km
- Průměrná spotřeba nafty v dopravě samostatného traktoru: 17,5 l/100 km

### Mazání a chlazení
- Způsob mazání: tlaková, mokrá kliková skříň
- Olejové čerpadlo: jednoduché, zubové, umístěné ve třmenu prvního ložiska
- Výkon olejového čerpadla: 24 l/min
- Tlak mazacího oleje při 1650 ot/min a normální teplotě oleje: 1,5 – 3 at (dovolený min 1 at)
- Druh motorového oleje: M4A (v létě M9A)
- Obsah oleje v motoru: 9,5 l (~8 kg)
- Druh oleje v převodovce a skříni spojky: P19 (v létě P45) nebo PP7 pro léto i zimu
- Obsah oleje v převodovce a skříni spojky: 42 l (~36 kg)
- Druh chladicího prostředku: voda nebo nemrznoucí kapalina
- Obsah chladicího okruhu (včetně vody v chladiči): 22 l (22 kg)
- Obsah chladiče: 19 l (19 kg)

### Spojka
- Spojka motoru: dvojitá, jedna lamela pro pojezd a jedna lamela pro nezávislý pohon poháněných strojů; třecí, suchá, umístěná na setrvačníku

- Rozměr lamely pro pojezd: ø 350 mm
- Rozměr lamely pro nezávislý pohon: ø 300 mm
- Ovládání dvojité spojky: pedálem s postupným vypnutím lamel
- Pořadí vypínání lamel: pojezd → nezávislý pohon vývodového hřídele

### Ostatní
- Pomocná brzda: ruční, pásová, vnější – pro obě zadní kola – ruční páka
- Provozní brzda: nožní, čelisťová, vnitřní – samostatná pro každé zadní kolo – nožní pedál
- Vývodový hřídel: umístěn v podélné ose traktoru
- Otáčky vývodového hřídele: 540 ot/min při 1560 ot/min motoru
- Výška osy hřídele nad zemí: 600 mm
- Kompresor: druh → typ 31a, jednoválcový, pístový, jednočinný
- Dodávka vzduchu o tlaku 6 at při 1000 ot/min: 4,5 až 5 m³/h
- Maximální tažná síla na předním háku: 500 kg
- Závěs pro dopravu: pevný, odpérovaný, otočný, výkyvný
- Poloha závěsu pro dopravu: výškově stavitelný 690, 740, 790 mm
- Maximální tažná síla v závěsu pro přívěsy: 2250 kg (omezeno stabilitou)
- Lze připojit na závěs: přívěs s nákladem celkové váhy do 6 tun
- Pevná a výkyvná lišta: ano
- Maximální tažná síla na pevné a výkyvné liště: 3000 kg
- Průměr otvorů pro čep pevné lišty: ø 33 mm
- Poloha otvorů na pevné liště: 5 otvorů s roztečí 87 mm
- Výkyvnou lištu lze upevnit na pevné liště (poloha oka od osy traktoru): na obě strany horizontálně 0, 180, 300 mm – 5 poloh
- Výška pevné lišty nad zemí (horní plocha): 415 mm
- Výška výkyvné lišty nad zemí (střed): 375 mm
- Rozevření vidlice výkyvné lišty: 55 mm
- Průměr otvoru výkyvné lišty: ø 33 mm
- Vzdálenost otvoru tažné lišty od konce vývodového hřídele: 355 mm
- Maximální síla na tříbodovém závěsu: 1200 kg
- Poloha závěsných bosů tříbodového závěsu od země min.: 280 mm
- Poloha závěsných bosů tříbodového závěsu od země max.: 885 mm
- Vzdálenost závěsných bodů od zadní nápravy: 945 mm
- Zvedací síla na konci zvedacích ramen hydraulického zařízení: celkem 2000 kg
- Maximální síla na konci zvedacích ramen hydraulického zařízení: celkem 2400 kg
- Dodávka oleje čerpadlem hydraulického zařízení: 14 l/min
- Provozní tlak oleje: 100 at
- Max. tlak oleje: 120 at
- Rychlost zvedání zvedacího mechanismu: 3,4 s